# Легенда про белого бычка
В западноевропейской средневековой историографии известна легенда про белого бычка, которого якобы приручил пророк Магомет. Её впервые изложил Гвиберт Ножанский. Легенда повторяется также в поэме Готье Компьенского (XII век), у Томмазо Тосканца (XII век) и немецкой хронике «Цветы времени».
В иллюминированной рукописи XV века сочинения Боккаччо «Жизнь знаменитых людей» изображена сцена, как Магомет снимает книжицу с законом с рогов быка.

## Сюжет
Согласно рассказу, Магомет обещал ученикам, что Бог пошлёт им новый закон, для чего они должны поститься три дня. На третий день Магомет стал выступать с речью перед собранием, а бычок вышел из палатки пророка и подошёл к толпе, причём к рогам его была привязана книжица с законом. Все присутствующие преисполнились восторга и приняли новый закон, отвергнув слишком суровые принципы христианской религии.
У Готье Компьенского добавлено, что пророк прорыл каналы на вершине горы и наполнил их мёдом и молоком, показав их слушателям как иллюстрацию своей проповеди, и в это время как раз и появился белый бычок.